# Eccles (Wirginia Zachodnia)
Eccles – jednostka osadnicza w Stanach Zjednoczonych, w stanie Wirginia Zachodnia, w hrabstwie Raleigh.